# خاستگاه‌یابی رسوب

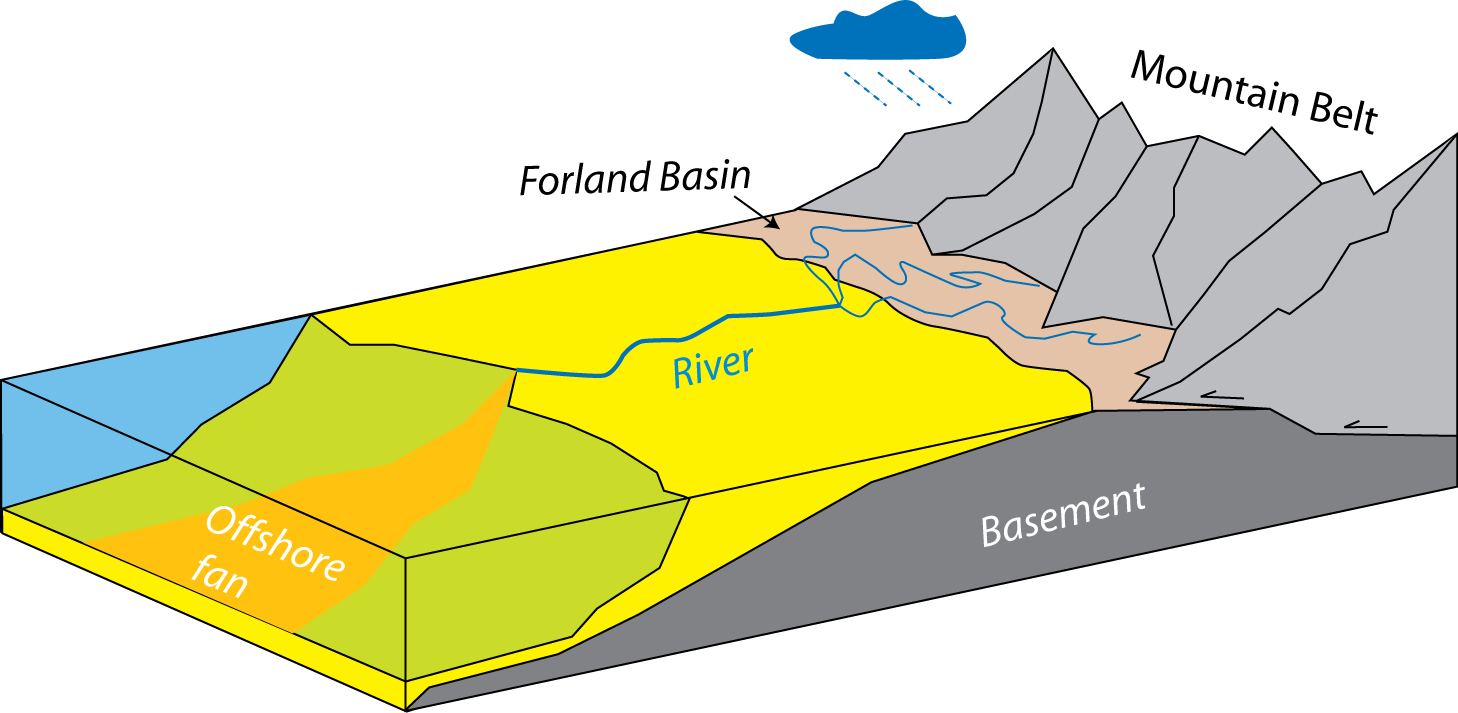
پخش ریزه‌ها

خاستگاه‌یابی رسوبات (به انگلیسی: Provenance)، در زمین‌شناسی بازسازی خاستگاه رسوبات بر اساس نوع سنگ است. زمین سیاره‌ای پویا است و همه سنگ‌ها در معرض انتقال بین سه نوع سنگ اصلی هستند: سنگ‌های رسوبی، دگرگونی و سنگ‌های آذرین (چرخه سنگ). سنگ‌هایی که در معرض سطح قرار می‌گیرند دیر یا زود به رسوبات تجزیه می‌شوند. انتظار می‌رود رسوبات بتوانند شواهدی از تاریخچه فرسایش سنگ‌های خاستگاه اصلی خود ارائه دهند. هدف از مطالعه خاستگاه‌یابی، بازیابی تاریخ زمین‌ساختی، دیرین‌جغرافیا و دیرین‌اقلیم‌شناسی است.
در فرهنگ لغت زمین‌شناسی نوین، «خاستگاه‌یابی رسوب» به‌طور خاص به استفاده از تجزیه و تحلیل ترکیبی برای تعیین خاستگاه رسوبات اشاره دارد. این موضوع اغلب در ارتباط با مطالعه تاریخچه کاوش، تفسیر شبکه‌های زهکشی و تکامل آنها، و مدل‌سازی رو به جلو در سیستم‌های دیرینه زمین بهره‌گیری می‌شود. به‌طور ترکیبی، اینها به توصیف سفر «منبع غرق‌شدن» رسوبات آواری از مناطق پسابندر به حوضه رسوبی کمک می‌کنند.

## منبع ریزه‌ها
همهٔ سنگ‌هایی که در سطح زمین قرار می‌گیرند، در معرض هوازدگی فیزیکی یا شیمیایی قرار می‌گیرند و به رسوبات دانه‌ریزتر تجزیه می‌شوند. هر سه نوع سنگ (سنگ‌های آذرین، رسوبی و دگرگونی) می‌توانند خاستگاه ریزه‌ها باشند.